# Ōhori-kōen

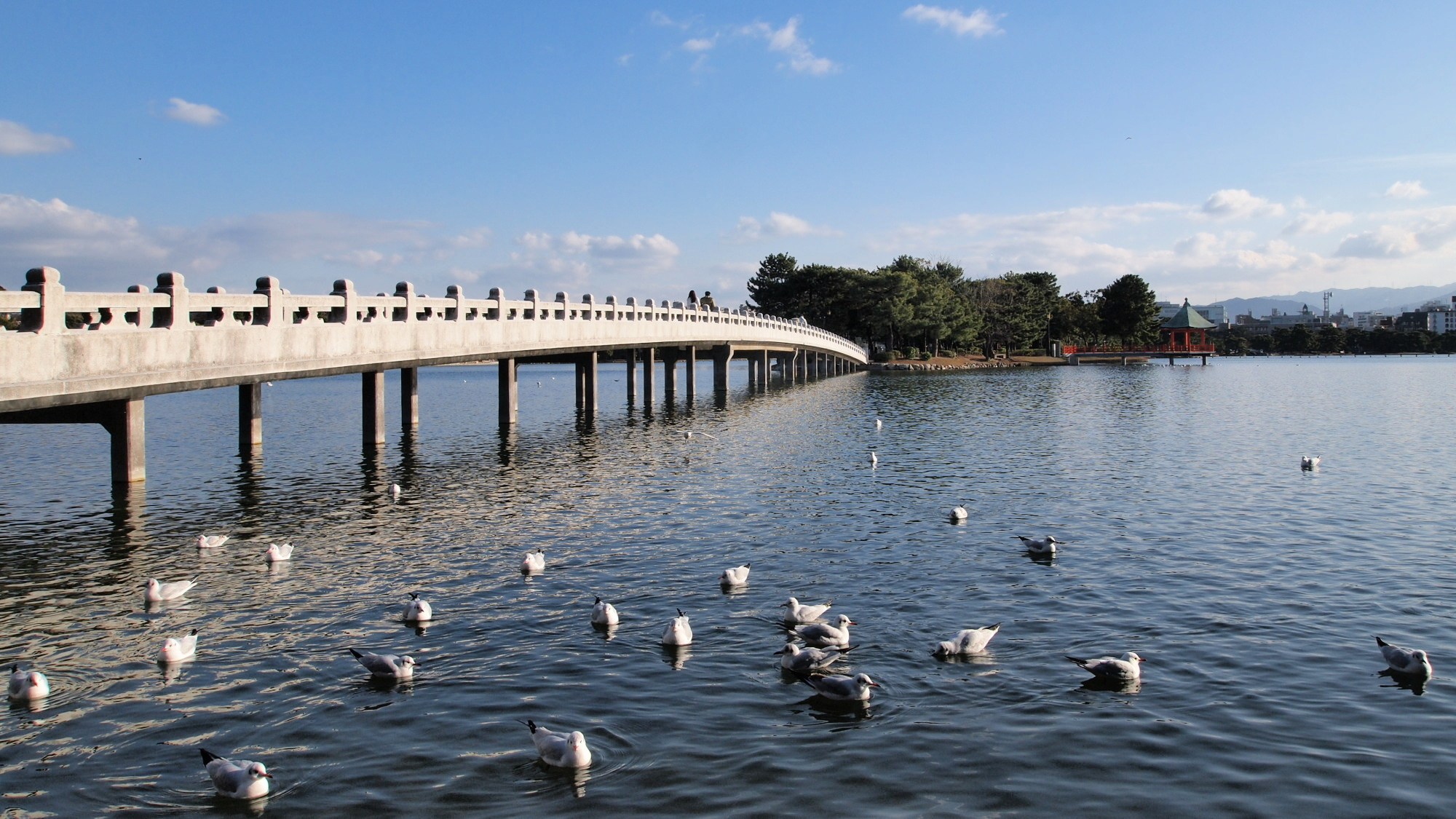
Parc Ōhori

Le parc Ōhori (大濠公園, Ōhori-kōen) est un parc à Chūō-ku, Fukuoka au Japon. 
Le nom « Ōhori » signifie tranchée et provient de ce que Kuroda Nagamasa, l'ancien seigneur du domaine de Fukuoka, a repris la terre appelée « Kusagae » en face de la baie de Hakata et fit creuser une tranchée pour le château de Fukuoka.
L'actuel parc a été reconstruit par la ville de Fukuoka sur le modèle du lac de l'Ouest en Chine et ouvert en 1929. 
Ce parc est un des plus beaux parc aquatiques du Japon et très apprécié des résidents comme lieu de délassement. Un festival de feux d'artifice y est organisé tous les étés. 
Le musée d'art de Fukuoka et le consulat des États-Unis se trouvent non loin.